# Rona (predpona)
Rona (okrajšava R) je predpona SI v mednarodnem sistemu enot, ki označuje desetiško potenco 1027 oziroma 1.000.000.000.000.000.000.000.000.000 ali eno kvadrilijardo.
Predpono je 18. novembra 2022 sprejela Generalna konferenca za uteži in mere na predlog metrologa Richarda Browna z britanskega Nacionalnega fizikalnega laboratorija, saj se je v preteklih letih pojavila potreba za uporabo tako velikih števil, zlasti pri opisovanju celokupne količine digitalnih podatkov, ki jih generira človeštvo, kar bo do konca 2020. let predvidoma znašalo en jotabajt na leto. Že prej je bilo v uporabi nekaj neformalnih predpon za 1027, toda umestitev v mednarodni sistem enot je zahtevala večjo konsistentnost: še neuporabljeno črko za okrajšavo in ime, ki se sklada z obstoječimi.
En ronameter je premer predela Vesolja, ki ga lahko opazujemo s trenutno dostopnimi instrumenti.
| Predpone SI | Predpone SI | Predpone SI                        | Predpone SI | Predpone SI                               | Predpone SI    |
| Okrajšava   | Ime         | Izvor                              | Vrednost    | Vrednost                                  | Vrednost       |
| ----------- | ----------- | ---------------------------------- | ----------- | ----------------------------------------- | -------------- |
| Q           | kveta       | nova beseda                        | 1030        | 1.000.000.000.000.000.000.000.000.000.000 | kvintilijon    |
| R           | rona        | nova beseda                        | 1027        | 1.000.000.000.000.000.000.000.000.000     | kvadrilijarda  |
| Y           | jota        | ital. otto - osem                  | 1024        | 1.000.000.000.000.000.000.000.000         | kvadrilijon    |
| Z           | zeta        | ital. sette - sedem                | 1021        | 1.000.000.000.000.000.000.000             | trilijarda     |
| E           | eksa        | grško εξάκις, hexákis - šestkrat   | 1018        | 1.000.000.000.000.000.000                 | trilijon       |
| P           | peta        | grško πεντάκις, pentákis - petkrat | 1015        | 1.000.000.000.000.000                     | bilijarda      |
| T           | tera        | grško τέρας, téras - pošast        | 1012        | 1.000.000.000.000                         | bilijon        |
| G           | giga        | grško γίγας, gígas - velikan       | 109         | 1.000.000.000                             | milijarda      |
| M           | mega        | grško μέγας, mégas - velik         | 106         | 1.000.000                                 | milijon        |
| k           | kilo        | grško χίλιοι, chílioi - tisoč      | 103         | 1.000                                     | tisoč          |
| h           | hekto       | grško εκατόν, hekatón - sto        | 102         | 100                                       | sto            |
| da          | deka        | grško δέκα, déka - deset           | 101         | 10                                        | deset          |
|             |             |                                    |             |                                           |                |
| d           | deci        | lat. decimus - deseti              | 10-1        | 0,1                                       | desetina       |
| c           | centi       | lat. centesismus - stoti           | 10-2        | 0,01                                      | stotina        |
| m           | mili        | lat. millesimus - tisoči           | 10-3        | 0,001                                     | tisočina       |
| μ           | mikro       | grško μικρός, mikrós - majhen      | 10-6        | 0,000.001                                 | milijonina     |
| n           | nano        | grško νάνος, nános - pritlikav     | 10-9        | 0,000.000.001                             | milijardina    |
| p           | piko        | ital. piccolo - majhen             | 10-12       | 0,000.000.000.001                         | bilijonina     |
| f           | femto       | skand. femten - petnajst           | 10-15       | 0,000.000.000.000.001                     | bilijardina    |
| a           | ato         | skand. atten - osemnajst           | 10-18       | 0,000.000.000.000.000.001                 | trilijonina    |
| z           | zepto       | lat. septem - sedem                | 10-21       | 0,000.000.000.000.000.000.001             | trilijardina   |
| y           | jokto       | lat. octo - osem                   | 10-24       | 0,000.000.000.000.000.000.000.001         | kvadrilijonina |
| r           | ronto       | nova beseda                        | 10-27       | 0,000.000.000.000.000.000.000.000.001     | kvadriljardina |
| q           | kvekto      | nova beseda                        | 10-30       | 0,000.000.000.000.000.000.000.000.000.001 | kvintilijonina |